# Pedro V do Congo
Pedro V (falecido em 1779) foi o manicongo do Reino do Congo entre 1763 e 1764. Foi o último rei da monarquia eletiva no Congo, sendo deposto em 1764. 

## Biografia
Pertencente a Casa de Quimpanzo, ele foi eleito após a morte de Sebastião II. Após subir ao trono sua administração foi muito impopular entre o conselho real, que em menos de um ano apontou Álvaro de Quinzala como novo rei. Coisa esta que Pedro V se negou a reconhecer rotundamente. Devido a isso, os nobres passaram a conspirar contra ele e o rei teve de fugir para Ambamba Lovata acompanhado de seguidores, onde seguiu se proclamando como único e legítimo rei. Enquanto isso na capital, São Salvador o príncipe Álvaro de Quinzala é nomeado o novo rei como Álvaro XI. 
Após a entronização de Álvaro XI e a ascensão do ramo da Casa de Quinzala, conhecidos como Quinzalas do Sul o exilado rei continuou a resistência na região de Ambamba Lovata onde continuou a reivindicar o título de manicongo até sua morte em 1779.